# S10
Stien den Hollander også kendt som S10 (født 8. november 2000) er en Hollandsk sanger og sangskriver. Hun har repræsenteret Holland ved Eurovision Song Contest 2022 i Torino med sangen "De diepte" og kom på en 11. plads i finalen.